# Legendary Weapons
Legendary Weapons è una raccolta del gruppo hip hop statunitense Wu-Tang Clan, pubblicata nel 2011.
Su Metacritic ha un punteggio di 61/100.
| Recensione     | Giudizio |
| -------------- | -------- |
| AllMusic       | [ 1 ]    |
| RapReviews     | [ 2 ]    |
| Pitchfork      | [ 2 ]    |
| NOW            | [ 2 ]    |
| Slant Magazine | [ 2 ]    |
| Spin           | [ 2 ]    |
| Prefix         | [ 2 ]    |
| XXL            | [ 2 ]    |
| The Guardian   | [ 2 ]    |
| Q              | [ 2 ]    |

## Tracce
1. Start the Show (Raekwon & RZA featuring Jimi Kendrix) – 3:45 – Street Radio
2. Laced Cheeba (Ghostface Killah featuring Sean Price & Trife Da God) – 3:27 – Noah Rubin, Lil' Fame, Andrew Kelley
3. Diesel Fluid (Method Man & Cappadonna featuring Trife Da God) – 4:07 – Noah Rubin, Lil' Fame, Andrew Kelley
4. The Black Diamonds (Ghostface Killah featuring Roc Marciano & Killa Sin) – 3:19 – Lil' Fame, Andrew Kelley, Noah Rubin, J. Werner
5. Played by the Game (Interlude) – 1:02 – Andrew Kelley, Noah Rubin
6. Legendary Weapons (Ghostface Killah featuring AZ & M.O.P.) – 3:22 – Noah Rubin, Lil' Fame, Andrew Kelley
7. Never Feel This Pain (Inspectah Deck & U-God featuring Tre Williams) – 3:59 – Lil' Fame, Andrew Kelley, Noah Rubin
8. Drunk Tongue (featuring Killa Sin) – 2:04 – Lil' Fame, Andrew Kelley, Noah Rubin
9. The Business (Interlude) – 0:51 – Gintas Janusonis, Andrew Kelley, Noah Rubin
10. 225 Rounds (U-God, Cappadonna & RZA featuring Bronze Nazareth) – 4:43 – Noah Rubin, Lil' Fame, Andrew Kelley
11. Meteor Hammer (Ghostface Killah featuring Action Bronson & Termanology) – 2:36 – Noah Rubin, Lil' Fame, Andrew Kelley
12. Live Through Death (Interlude) – 0:51 – Gintas Janusonis, Andrew Kelley, Noah Rubin
13. Only The Rugged Survive (RZA) – 2:47 – Noah Rubin
14. Outro – 0:16
15. Robbery (Revelations Remix) (RZA featuring Rev. William Burks) – 2:57

## Classifiche
| Classifica (2011)         | Posizione massima |
| ------------------------- | ----------------- |
| Stati Uniti               | 41                |
| US Independent Albums     | 6                 |
| US Tastemaker Albums      | 19                |
| US Top Rap Albums         | 6                 |
| US Top R&B/Hip-Hop Albums | 10                |